# Садихзаде Октай Сеїд-Гусейн огли
Окта́й Сеї́д-Гусе́йн огли Садихзаде́ (азерб. Oqtay Seyid Hüseyn oğlu Sadıqzadə; 21 лютого (за іншими джерелами - 24 лютого) 1921, Хизи, Азербайджанська РСР — 20 грудня 2014, Баку, Азербайджан) — радянський і азербайджанський художник; народний художник Азербайджану (1992), заслужений діяч мистецтв Азербайджанської РСР (1977), лауреат Державної премії Азербайджану (2014).

## Життєпис
1939 року закінчив Бакинський художній технікум. 1941 року був висланий як член сім'ї, що зазнала репресій; повернувся в Баку 1946 року. Працював у галузі книжкової графіки.
1956 року закінчив Московський державний академічний художній інститут імені В. І. Сурикова за спеціальністю «графіка». Працював художнім редактором видавництва «Азернешр».

### Родина
Батько — Сеїд Гусейн (Гусейн Мір Казим оглу Садихзаде) (1887—1938), письменник. Мати — Умгюльсум, поетеса.

## Творчість
Ілюстрував видання творів азербайджанської та світової літератури (Бальзака, Гюго, Тургенєва, Горького, Мірзи Фаталі Ахундзаде, Гусейна Джавіда, Джафара Джаббарли, Решата Нурі Ґюнтекіна та інших) у жанрах тематичного табло, композиції і портрета. Оформляв Музей азербайджанської літератури імені Нізамі Гянджеві, Азербайджанський національний музей історії, будинки-музеї Узеїра Гаджибейлі, Гусейна Джавіда, Самеда Вургуна, Бюльбюля.
Створив галерею портретів видатних представників азербайджанського народу: цикл монументальних творів «Нізамі Гянджеві і світова культура», портрети Катрана Тебрізі і Хуршидбану Натаван, табло «Жертви репресій 1937 року», триптих «Гусейн Джавід».
Роботи О. Садихзаде зберігаються в Національному музеї мистецтв Азербайджану, Третьяковській галереї (Москва), а також у приватних колекціях у США, Німеччині, Канаді, Ізраїлі.

## Нагороди та визнання
- Заслужений діяч мистецтв Азербайджанської РСР (1977)
- Народний художник Азербайджану (1992)
- орден «Шохрат» (1999)
- орден «Шараф» (2011) — за заслуги у розвитку культури Азербайджану[5]
- Державна премія Азербайджану (2014).